# Michael Mifsud
Pour les articles homonymes, voir Mifsud.
Michael Mifsud, né le 17 avril 1981 à Pietà,  est un footballeur international maltais.
Cet attaquant a notamment joué pour Kaiserslautern en Allemagne, Lillestrøm en Norvège et Coventry City en Angleterre.
Mifsud est élu « sportif maltais de l'année » en 2001 et 2003. Il est considéré comme l'un des joueurs les plus doués que Malte n'ait jamais produit.

## Carrière
Formé à Sliema Wanderers, Mifsud fait ses débuts dans le championnat maltais lors de la saison 1997-1998, apparaissant sept fois et marquant un but. Il devint un membre régulier de l'équipe première la saison suivante, marquant 8 buts en 22 matchs. Deux saisons fastes suivent, avec 21 buts en 26 matchs en 1999-2000 puis 30 buts en seulement 25 matchs la saison suivante. Attaquant de petite taille, son premier atout est sa vivacité balle aux pieds. 
Sa grande forme lui permet d'être appelé pour la première fois en équipe nationale A dès 18 ans, et il fait sa première apparition dans l'équipe entraînée alors par Josip Ilić le 10 février 2000 contre l'Albanie au Ta'Qali Stadium.
Le club de Bundesliga du 1.FC Kaiserslautern remarque son potentiel et le recrute à l'été 2001. Il est un buteur régulier avec l'équipe réserve du club allemand et fait également plusieurs apparitions en tant que remplaçant pour l'équipe première, marquant deux buts.
Sa volonté de jouer régulièrement le pousse à rompre son contrat au mercato d'hiver de 2004 pour signer dans son club formateur, Sliema Wanderers, contribuant à aider son équipe à remporter le titre de champion de Malte.
À la fin de la saison, il est recruté par le club norvégien de Lillestrøm où il est élu « meilleur joueur étranger du championnat », terminant meilleur buteur du club pour la saison 2006 avec 11 buts en 19 matchs. Mifsud refuse de renouveler son contrat avec Lillestrøm pour réaliser son souhait de jouer dans un club d'un championnat majeur. 
Le 10 janvier 2007, il signe un contrat de deux ans et demi avec le club anglais de Coventry City, et douze jours plus tard il marque son premier but sous ses nouvelles couleurs. Le 26 septembre 2007, il réalise un excellent match au troisième tour de Carling Cup et permet à son équipe Coventry City, grâce à son doublé, d'éliminer Manchester United à Old Trafford. 
Bien qu'il n'a pas marqué de but, il est un grand artisan de la victoire historique de l'équipe de Malte contre la Hongrie (2-1) en éliminatoires de l'Euro 2008, la première victoire des Maltais à domicile en compétition officielle depuis 1982. Le 26 mars 2008, Mifsud marque cinq buts pour Malte lors d'une victoire 7-1 en amical contre le Liechtenstein, ce qui constitue un record de plus large victoire pour les Maltais. 
Perdant progressivement sa place dans l'équipe-type, au profit de Leon Best, il est prêté le 2 février 2009 au Barnsley FC. Mais il ne s'y impose pas et retourne à Coventry City à la fin de la saison. Le 30 juin 2009, il voit son contrat se terminer et il quitte Coventry City. 
Il retourne à Malte et offre la Coupe de Malte 2010 au Valletta en marquant en finale contre Qormi. Son contrat terminé à la fin de la saison, le joueur signe au Qormi FC pour un an, puis retourne au Valletta de 2011 à 2013. En 2013, il part au Melbourne Heart FC, en Australie.

## Palmarès
Avec Sliema Wanderers
- Championnat maltais :
  - Champion : 2003-2004
  - Vice-champion : 1999-2000
- Coupe de Malte :
  - Vainqueur : 2000

Avec Kaiserslautern
- Coupe d'Allemagne :
  - Finaliste : 2003

Avec Lillestrøm
- Coupe de Norvège :
  - Finaliste : 2005

Avec Valletta
- Championnat maltais :
  - Champion : 2016 et 2018
  - Vice-champion : 2010
- Coupe de Malte :
  - Vainqueur : 2010